# Annemie Schneider
Annemie Schneider es una deportista alemana que compitió para la RFA en esquí alpino adaptado. Ganó ocho medallas en los Juegos Paralímpicos de Invierno entre los años 1976 y 1994.

## Palmarés internacional
| Representando a la RFA   |                       |                   |                     |
| Juegos Paralímpicos      |                       |                   |                     |
| Año                      | Lugar                 | Medalla           | Prueba              |
| 1976                     | Örnsköldsvik (Suecia) | Medalla de oro    | Eslalon I           |
| 1976                     | Örnsköldsvik (Suecia) | Medalla de oro    | Eslalon gigante I   |
| 1976                     | Örnsköldsvik (Suecia) | Medalla de oro    | Combinada I         |
| 1984                     | Innsbruck (Austria)   | Medalla de oro    | Eslalon 1A          |
| 1984                     | Innsbruck (Austria)   | Medalla de oro    | Eslalon gigante 1A  |
| 1988                     | Innsbruck (Austria)   | Medalla de plata  | Eslalon gigante LW2 |
| 1988                     | Innsbruck (Austria)   | Medalla de bronce | Descenso LW2        |
| Representando a Alemania |                       |                   |                     |
| Juegos Paralímpicos      |                       |                   |                     |
| Año                      | Lugar                 | Medalla           | Prueba              |
| 1994                     | Lillehammer (Noruega) | Medalla de bronce | Eslalon gigante LW2 |